# Шаболовский пивоваренный завод
Ша́боловский пивова́ренный заво́д — пивоваренный завод в Москве, существовавший с  1863 по 1929 год, после чего был переоборудован в кондитерскую фабрику «Ударница».

## История

### Дореволюционный период
Пивоваренный, медоваренный и солодовенный завод был основан в 1863 году московскими купцами Дмитрием Семёновичем Карнеевым и Викентием Ивановичем Горшановым, учредившими для этого торговый дом 1-й гильдии «Карнеев, Горшанов и Ко». Под таким официальным названием предприятие просуществовало до национализации после революции. Шаболовским завод назывался из-за расположения на ул. Шаболовке.
В 1906 году завод произвёл 1 миллион 219 тысяч вёдер пива; работало на нём 387 человек. Выпускалось пиво: венское, столовое, кабинетное, пильзенское, чёрное бархатное, портер, эль, царское, русское, мёд лимонный и клюквенный.
Перед Первой мировой войной Шаболовский завод был оснащён 8-ю паровыми двигателями в 125 лошадиных сил и выработал 935.000 вёдер пива на 1.180.000 рублей. К 1914 году пивоваренный завод Карнеева и Горшанова расширился уже на четыре здания (дома 19, 21, 25 и 31 по дореволюционной нумерации).

### Советское время
После революции и национализации Шаболовский завод находился в ведении Моссельпрома. Во время НЭПа его арендовало Торгово-промышленное товарищество Шаболовского завода, действовавшее под фирмой «Марков, Комаров и Ко».
В 1928 году предприятие входило в состав треста Моссельпром, его адрес — ул. Шаболовка 19; на заводе были установлены 3 паровые машины общей мощностью в 240 киловатт, 21 электромотор; рабочих — 192, младшего обслуживающего персонала — 10, служащих — 43 человека. Объём валовой продукции — 2327,6 тыс. рублей, основной капитал — 2006,8 тыс. рублей.
Во время антиалкогольной кампании 1929-1930 годов завод навсегда прекратил выпуск пива и был полностью переоборудован: на его базе создана кондитерская фабрика «Ударница».

## Награды
- 1865: малая серебряная медаль Московской мануфактурной выставки
- 1869: право называться придворными поставщиками
- 1882: золотая медаль Всероссийской промышленной выставки
- 1896: право изображать на вывесках и этикетах Государственный герб